# Samy Baghdadi
Samy Baghdadi (Grasse, 11 luglio 1997) è un calciatore francese, attaccante del Valenciennes.

## Caratteristiche tecniche
È un centravanti.

## Carriera
Nato a Grasse, trascorre i primi anni di carriera nelle divisioni amatoriali francesi con le maglie di Cannet-Rocheville, Saint-Étienne 2 e Grasse, prima del trasferimento al Fortuna Sittard nel 2021. Debutta fra i professionisti il 14 agosto 2021 in occasione dell'incontro di Eredivisie vinto 2-1 contro il Twente.

## Statistiche
Statistiche aggiornate all'8 maggio 2021.

### Presenze e reti nei club
| Stagione        | Squadra           | Campionato      | Campionato | Campionato | Coppe nazionali | Coppe nazionali | Coppe nazionali | Coppe continentali | Coppe continentali | Coppe continentali | Altre coppe | Altre coppe | Altre coppe | Totale | Totale | Totale |
| Stagione        | Squadra           | Comp            | Pres       | Reti       | Comp            | Pres            | Reti            | Comp               | Pres               | Reti               | Comp        | Pres        | Reti        | Pres   | Reti   |        |
| --------------- | ----------------- | --------------- | ---------- | ---------- | --------------- | --------------- | --------------- | ------------------ | ------------------ | ------------------ | ----------- | ----------- | ----------- | ------ | ------ | ------ |
| 2015-2016       | Cannet-Rocheville | CFA2            | 2          | 1          | CF              | 0               | 0               |                    | -                  | -                  |             | -           | -           | 2      | 1      |        |
| 2016-2017       | Cannet-Rocheville | CFA2            | 18         | 13         | CF              | 0               | 0               |                    | -                  | -                  |             | -           | -           | 18     | 13     |        |
| 2017-2018       | Saint-Étienne 2   | N3              | 20         | 14         |                 | -               | -               |                    | -                  | -                  |             | -           | -           | 20     | 14     |        |
| 2018-2019       | Saint-Étienne 2   | N2              | 8          | 1          |                 | -               | -               |                    | -                  | -                  |             | -           | -           | 8      | 1      |        |
| 2019-gen. 2020  | Saint-Étienne 2   | N2              | 10         | 0          |                 | -               | -               |                    | -                  | -                  |             | -           | -           | 10     | 0      |        |
| gen.-giu. 2020  | Grasse            | N2              | 6          | 2          | CF              | 0               | 0               |                    | -                  | -                  |             | -           | -           | 6      | 2      |        |
| 2020-2021       | Grasse            | N2              | 8          | 6          | CF              | 0               | 0               |                    | -                  | -                  |             | -           | -           | 8      | 6      |        |
| 2021-2022       | Fortuna Sittard   | ED              | 4          | 1          | CO              | 0               | 0               |                    | -                  | -                  |             | -           | -           | 4      | 1      |        |
| Totale carriera | Totale carriera   | Totale carriera | 76         | 38         |                 | 0               | 0               |                    | -                  | -                  |             | -           | -           | 76     | 38     |        |

## Palmarès

### Club

#### Competizioni nazionali
- Championnat National 3: 1

Saint-Étienne 2: 2017-2018 (girone M)